# Prasidaki
Prasidaki (în greacă: Πρασιδάκι) este un sat din Regiunea Grecia de Vest, situat în unitatea regională Elida (până în 2011, prefectura Elida), din Grecia.
În apropierea satului se află situl arheologic al Templului Atenei din Prasidaki.